# هاتسفلد (ادر)
شهر هاتسفلد در ایالت هسن در کشور آلمان واقع شده‌است.

## نگارخانه

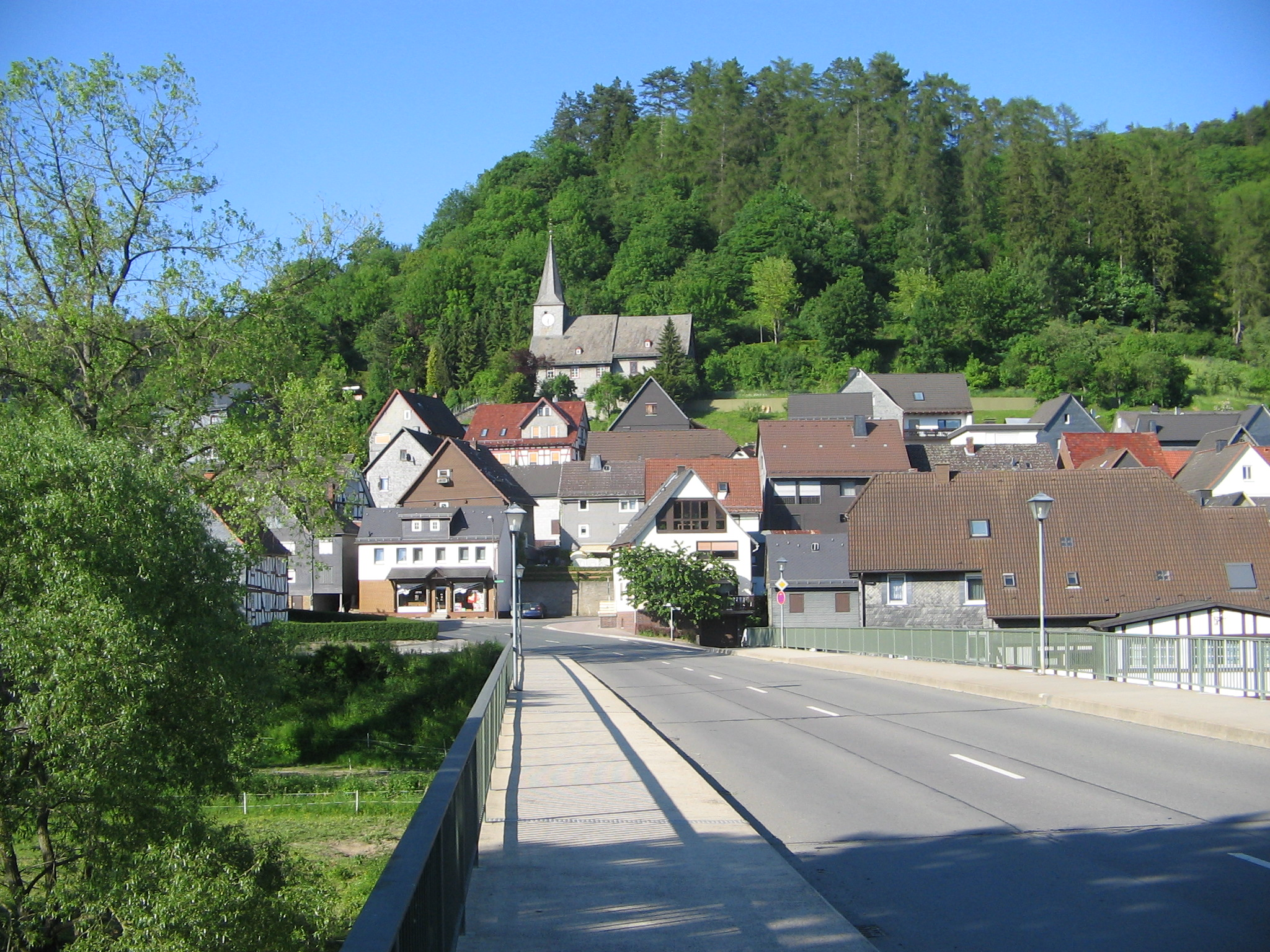
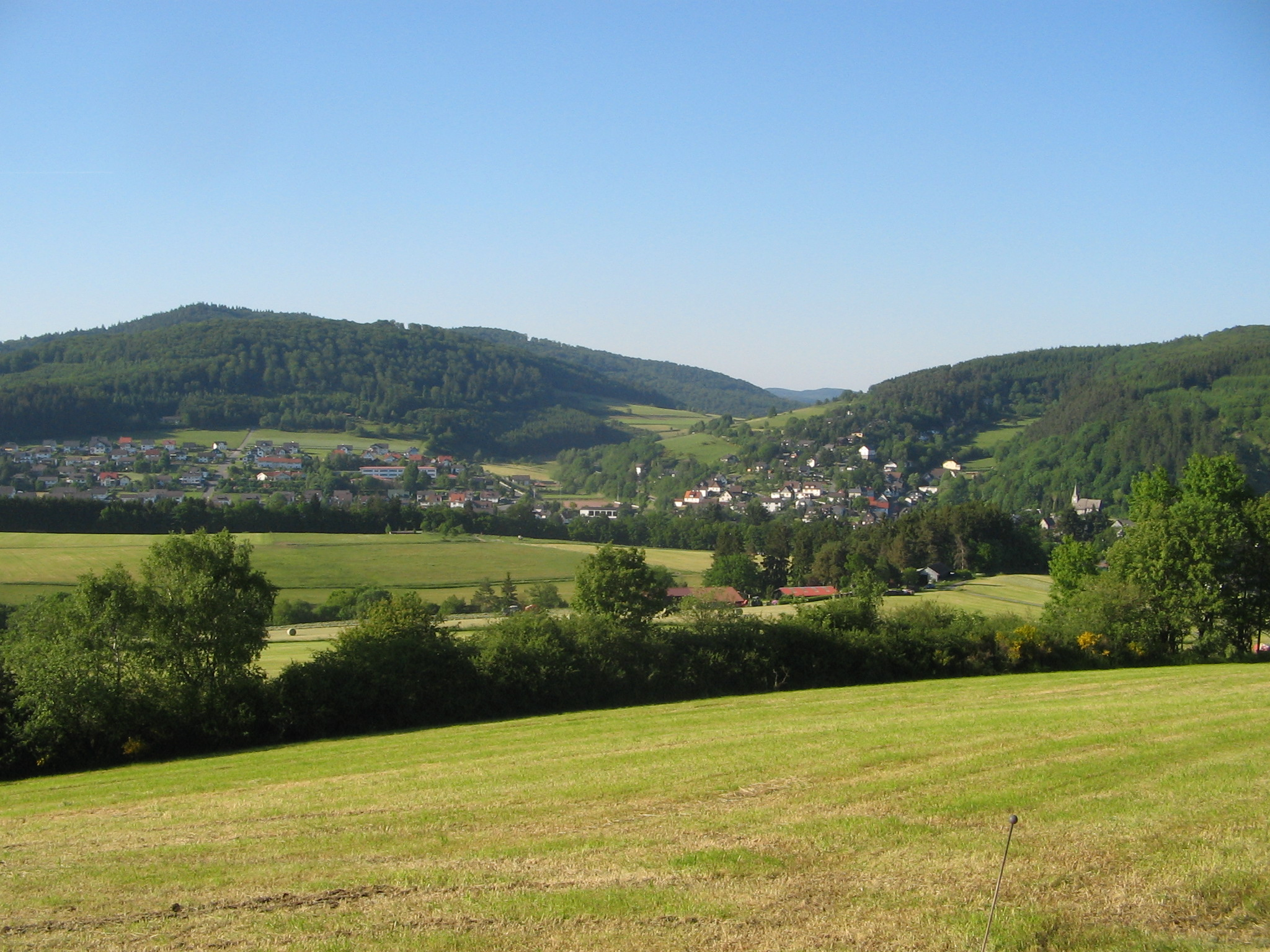
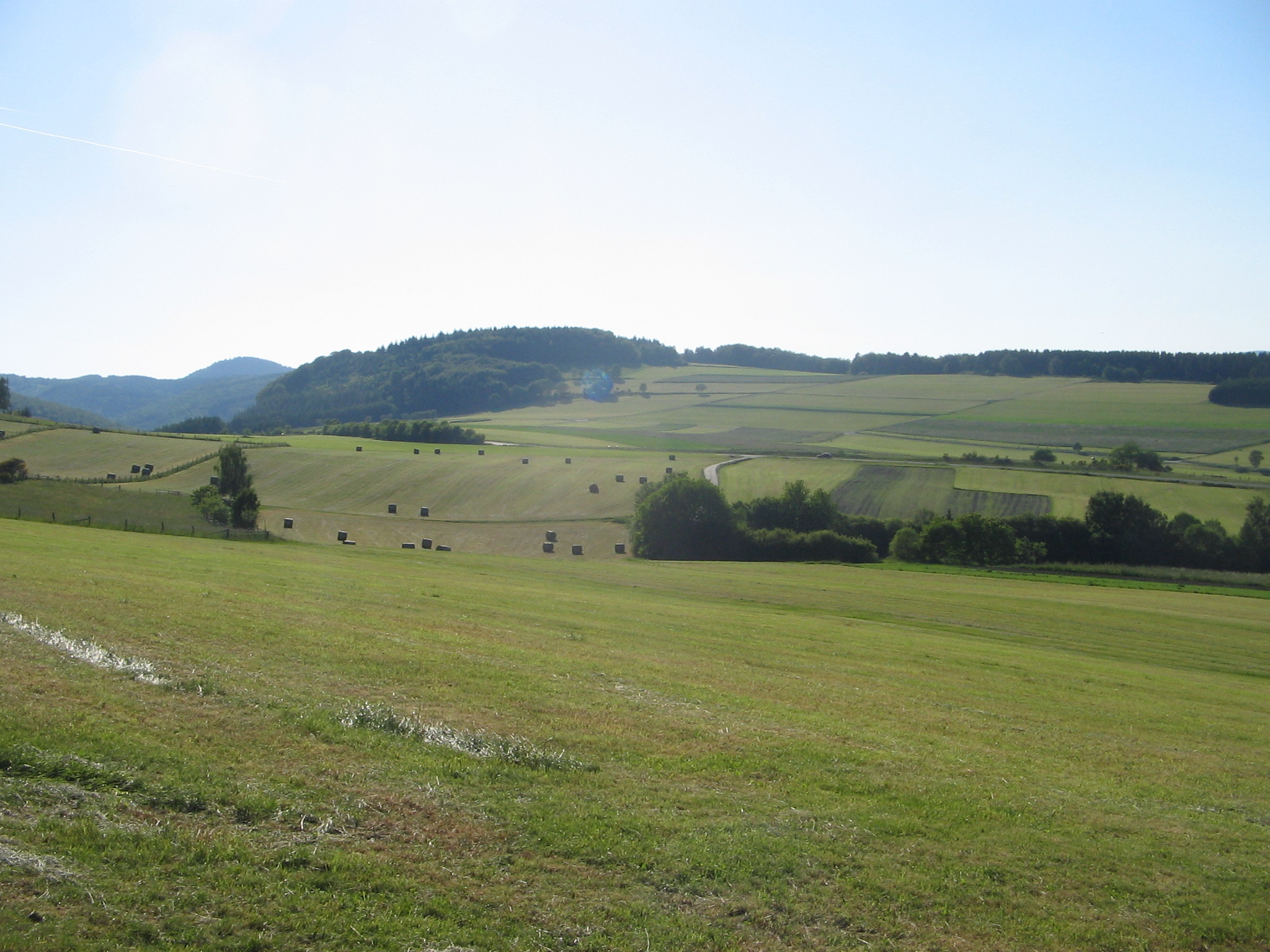
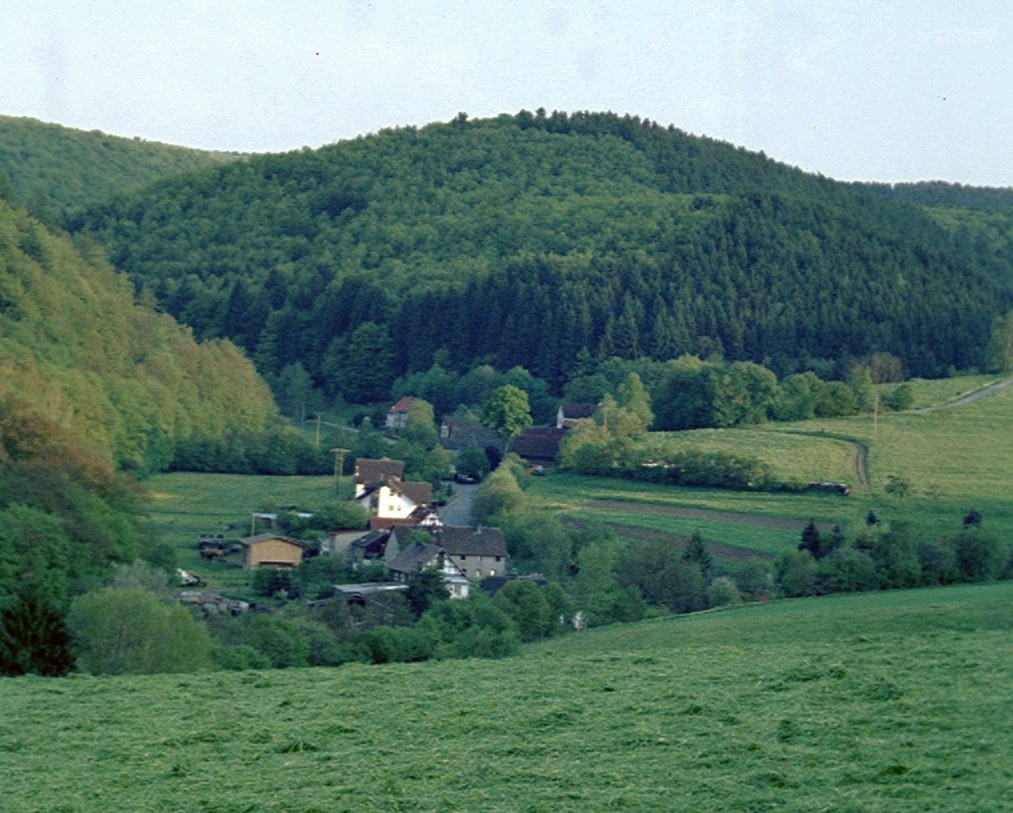
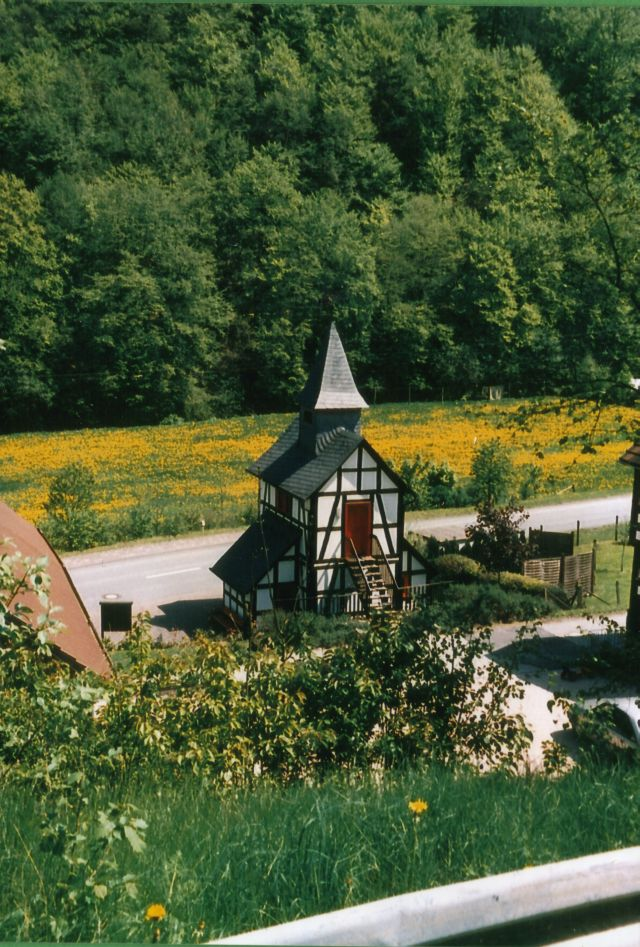